# Estrella binària espectroscòpica

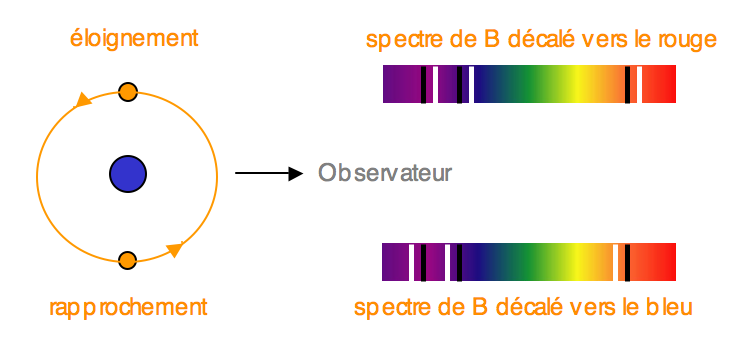
Moviment d'una binària espectroscòpica.

Una binària espectroscòpica és una estrella binària on les dues components estan tan properes entre si, o tan allunyades de la Terra, que no poden ser resoltes amb la vista, ni tan sols utilitzant poderosos telescopis. No obstant això, la seva naturalesa binària pot establir-se pel desplaçament Doppler de les seves línies espectrals.
En girar sobre el centre de masses comú, l'estrella s'apropa i s'allunya successivament de la línia de visió. Aquest moviment genera en l'espectre combinat de les dues estrelles una oscil·lació regular o desdoblament de les seves línies espectrals. Les binàries espectroscòpiques amb línies dobles presenten dos conjunts de línies que oscil·len amb fases oposades, cadascun corresponent a una estrella. Les binàries espectroscòpiques amb una sèrie de línies mostren l'oscil·lació d'un únic grup de línies, a causa que l'estrella secundària és molt tènue.
Mizar A va ser la primera binària espectroscòpica descoberta en 1889 per Edward Charles Pickering. El seu període orbital és de 20,5 dies i ambdues components són aproximadament igual de lluminoses. En la següent taula es recullen algunes de les binàries espectroscòpiques més conegudes:
| Nom                | Denominació de Bayer | Període orbital | Variable eclipsant |
| ------------------ | -------------------- | --------------- | ------------------ |
| Deneb Algedi       | δ Capricorni         | 1,02278 dies    | Si                 |
| Menkalinan         | β Aurigae            | 3,9600 dies     | Si                 |
| Zeta Centauri      | ζ Centauri           | 8,024 dies      | No                 |
| Subra              | ο Leonis             | 14,5 dies       | No                 |
| Mizar A            | ζ Ursae Majoris      | 20,5 dies       | No                 |
| Kappa Velorum      | κ Velorum            | 116,65 dies     | No                 |
| Mufrid             | η Bootis             | 494 dies        | No                 |
| Furud              | ζ Canis Majoris      | 675 dies        | No                 |
| Talitha Borealis A | ι Ursae Majoris      | 4028 dies       | No                 |
| Alhena             | γ Geminorum          | 12,6 anys       | No                 |

## Instruments d'observació
- Els espectrògrafs Coravel, Elodie, Coralie, Harps (Observatori de Ginebra/Observatori de Haute-Provence/Observatori Europeu Austral)